# Trio pour hautbois, basson et piano
Le trio pour hautbois, basson et piano de Francis Poulenc est une œuvre de musique de chambre composée en 1926.

## Genèse
Composé à Cannes en 1926, le trio est dédié à Manuel de Falla qui l'apprécie tout particulièrement. Il est créé le 2 mai 1926 en même temps que les Chansons gaillardes.

## Réception et postérité
Le biographe Henri Hell loue cette nouvelle pièce de musique de chambre en précisant « la parfaite cohérence de sa construction d'un équilibre comme inné, que ne vient gâcher aucune longueur, aucun développement ».
Le trio sera repris le 27 mai 1959 lors du concert de la salle Gaveau à Paris célébrant les 60 ans du compositeur.

## Style
Si plusieurs thèmes rappellent Mozart, notamment les premières mesures de l'Andante, ce trio est considéré par certains comme la première œuvre importante du répertoire de musique de chambre du compositeur car il reflète intensément la personnalité de Poulenc.

## Structure et analyse

### Structure
Comme la plupart des œuvres de musique de chambre du compositeur, ce trio comporte trois mouvements sur le modèle vif - lent - vif : 
1. Presto
2. Andante
3. Rondo

### Analyse

#### Presto
Une courte introduction en accord plaqués au piano précède l'introduction d'une mélodie humoristique au basson. Le hautbois entre dans ses aigus, rejoint par le piano et le basson. L'introduction laisse place au Presto « musclé et spirituel » selon les mots de Henri Hell. C'est une sorte d'ouverture à la française.

#### Andante
Le piano expose le thème avant l'entrée du basson puis du hautbois. Les voix des deux bois sont mêlés à celles du piano. La mélodie d'une « grâce mélancolique » est plus particulièrement confiée au hautbois.

#### Rondo
D'un rythme très vif, ce troisième et dernier mouvement mêle la légèreté du basson et la « voix ironique » du hautbois.

## Discographie sélective
- Francis Poulenc - Intégrale Musique de chambre - RCA Red Seal : François Leleux (hautbois), Gilbert Audin (basson), Éric Le Sage (piano) ;

### Autres références
1. ↑  Pochette du disque Francis Poulenc - Intégrale Musique de chambre - RCA Red Seal, p. 9